# Zuid-Afrikaanse parlementsverkiezingen 1987
De Zuid-Afrikaanse parlementsverkiezingen van 1987 vonden op 6 mei 1987 plaats. Op het moment dat de verkiezingen werden gehouden was er sprake van een Noodtoestand (afgekondigd in 1985) als gevolg van de onrusten in de townships over het apartheidsbeleid.
In aanloop naar de verkiezingen brak Wynand Malan met de regerende Nasionale Party en samen met Denys Worrall, de terugtredende ambassadeur van Zuid-Afrika in Londen, richtte hij de liberale Onafhanklike Party/Independent Party (OP/IP) op die een dialoog met de oppositie, ook de verboden oppositie (w.o. het Afrikaans Nationaal Congres) voorstond en streefde naar afschaffing van de apartheid.
De in 1981 opgerichte Konserwatiewe Party (KP, afscheiding van de Nasionale Party) van dr. Andries Treurnicht die tegenstander was van het in 1978 ingezette liberaliseringsproces (men denke speciaal aan de "machtsdeling" met Kleurlingen en Indiërs) deed voor het eerst mee met landelijke verkiezingen.
De regerende Nasionale Party (NP) van staatspresident P.W. Botha won weliswaar de verkiezingen (123 zetels, excl. de genomineerde zetels), maar voor het eerst moest zij het na de verkiezingen stellen met serieuze rechtse oppositie van de Konserwatiewe Party van Treurnicht die 22 (excl. de genomineerde zetel) zetels veroverde. De conservatieven streefden de officiële oppositiepartij, de liberale Progressive Federal Party van dr. Colin Eglin, voorbij die flink verloor (in totaal -6 zetels). De OP/IP van Malan verwierf één zetel.
De extreemrechtse Herstigte Nasionale Party van Jaap Marais leed opnieuw een nederlaag. Haar ene zetel, bezet door Louis Stofberg (veroverd bij tussentijdse verkiezingen in 1985), ging verloren.
Staatspresident Botha legde de uitslag uit als een legitimering van zijn hervormingsbeleid en zag de winst van de KP van Treurnicht niet als een ruk naar rechts.

## Uitslag
- Tussen ronde haakjes bij "Zetels" de direct gekozen zetels. Bij "Verandering" de absolute verandering ten opzichte van 1981.

| Partij                                                 | Lijsttrekker        | %      | Zetels    | Verandering |
| ------------------------------------------------------ | ------------------- | ------ | --------- | ----------- |
| Nasionale Party                                        | Pieter Willem Botha | 52,29% | 133 (123) | +2          |
| Konserwatiewe Party                                    | Andries Treurnicht  | 26,62% | 23 (22)   | +23         |
| Progressive Federal Party                              | Colin Eglin         | 14,02% | 20 (19)   | -6          |
| Herstigte Nasionale Party                              | Jaap Marais         | 3,06%  | 0 (0)     | -           |
| Nuwe Republiek Party                                   | Vause Raw           | 1,97%  | 1 (1)     | -7          |
| Anderen, incl. de Onafhanklike Party/Independent Party | Wynand Malan        | 1,32%  | 1 (1)     | +1          |
| Totaal                                                 |                     | 100%   | 178 (166) | -           |

## Nasleep
In oktober 1987 brak Wynand Malan met Denys Worrall en richtte de Nasionale Demokratiese Beweging/National Democratic Movement op waarbij zich drie parlementariërs van de PFP aansloten. In 1989 fuseerden de PFP, de NDB en de Onafhanklike Party/Independent Party (OP/IP) tot de Demokratiese Party/Democratic Party (Democratische Partij).

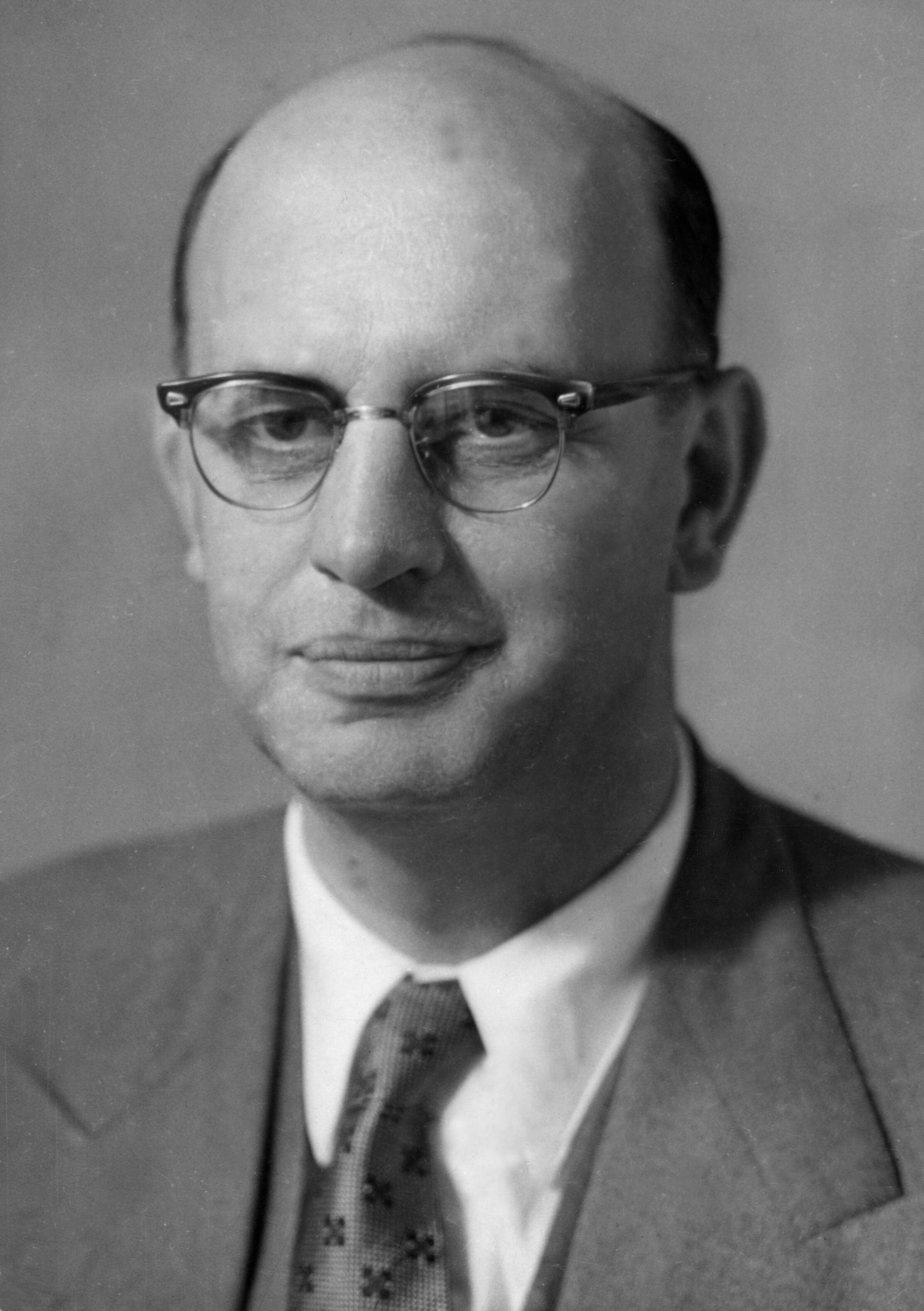
Pieter Willem Botha
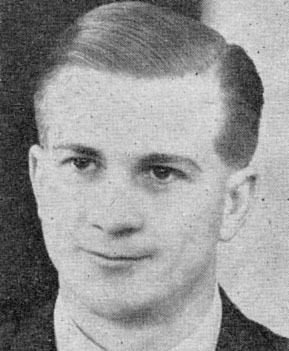
Andries Treurnicht
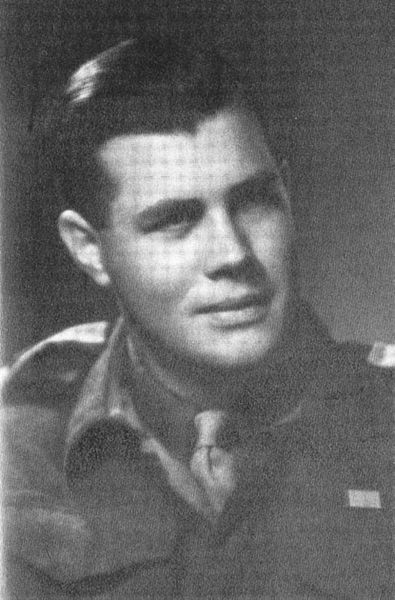
Colin Eglin

## Verwijzingen
1. ↑  Winkler Prins Encyclopedisch Jaarboek 1988, door: red. Winkler Prins, blz. 320
2. 1 2  idem

Parlementsverkiezingen: 1910 · 1915 · 1920 · 1921 · 1924 · 1929 · 1933 · 1938 · 1943 · 1948 · 1953 · 1958 · 1961 · 1966 · 1970 · 1974 · 1977 · 1981 · 1984 · 1987 · 1989 · 1994 · 1999 · 2004 · 2009 · 2014 · 2019 · 2024

Referenda: 1960 · 1983 · 1992